# Arnold Rikli
Arnold Rikli, švicarski zdravilec, *13. februar 1823, Wangen an der Aare, Švica, † 30. april 1906, Sankt Thomas, Koroška (tedaj Avstro-Ogrska).
Štejemo ga za enega najbolj znanih zdravnikov za atmosferične kure ter za začetnika zdraviliškega turizma v Sloveniji, saj je s svojimi zračnimi, sončnimi in vodnimi kopelmi Bled približal svetu.

## Življenje
Arnold Rikli se je rodil v bogati švicarski družini, kot četrti izmed desetih otrok. Njihov oče je bil vpliven mož, ki se je ukvarjal s politiko , imel pa je tudi svojo tovarno . Očetova želja je bila, da bi tudi njegovi sinovi podedovali njegovo znanje in ambicije, zato je Arnolda in njegova brata Karla in Rudolfa poslal v vas Jezernico (Seebach), blizu Celovca. Tam so ustanovili novo barvarno usnja. Zaradi stika s kemikalijami je Arnold močno zbolel, vnela se mu je poprsna mrena poleg tega pa naj bi imel še grižo. V iskanju okrevanja se je leta 1852 odpravil na Bled, kjer so mu svež zrak, voda in podnebje pripomogli k ozdravitvi. Navdušen nad naravnimi danostmi se je leta 1854 trajno preselil na Bled, kjer je leta 1855 ustanovil Naravni zdravilni zavod za atmosfersko zdravljenje (atmosphärische Cur). Družinsko podjetje je opustil, na Bledu pa je začel uveljavljati svojo metodo zdravljenja. Njegova metoda je temeljila na celovitem vplivu naravnih dejavnikov: sončne svetlobe, svežega zraka, čiste vode, primerne telesne vadbe in preproste prehrane. Gostje so bivali v lesenih zračnih utah, izvajali sprehode v lahkih oblačilih, običajno v platnenih hlačah in srajcah in se zdravili s hladnimi oblivi, kratkimi prhami ter izpostavljanjem svežemu zraku in soncu. Zaradi skromne obleke so jih domačini pogosto opisovali kot "gole", čeprav v resnici nikoli niso bili popolnoma razgaljeni. Riklijev znani rek je bil "Voda je dobra, še boljši je zrak, a najboljša je svetloba." Rikli je imel več predvidenih sprehajalnih poti, različnih zahtevnosti. Ena od teh je bila pot na Stražo, kjer je bilo do nedavnega pozimi smučišče, poleti pa je sprehajališče, trim steza in poletno sankališče. 
Dolgo časa je veljalo prepričanje, da Rikli ni znal slovenskega jezika. Vendar pa je raziskovalec Vojko Zavodnik v delu Po sledeh Arnolda Riklija dokazal nasprotno, saj so se ohranili rokopisi, v katerih je Rikli pisal navodila zaposlenim v slovenščini. Zaradi večinskega deleža gostov iz nemško govorečih dežel pa je v javnosti večinoma uporabljal nemški jezik in tudi usmerjevalne table v zdravilišču in okolici so bile nemške. Klicali so ga »Švajcar«, ker je prišel iz Švice ter »Sončni doktor«.
Riklijev Naravni zdravilni zavod na Bledu je postal eno najuglednejših evropskih središč naravnega zdravljenja. Arnold Rikli velja za utemeljitelja atmosferskega zdravljenja in pionirja zdravstvenega turizma na Slovenskem. Na Bledu je živel in deloval vse do svoje smrti leta 1906.

## Knjige
Arnold Rikli je napisal več knjig. V njih prikazuje svoje metode ter teoretične in praktične osnove zdravljenja z zračnimi, sončnimi in parnimi kopelmi. Knjige predstavljajo pomemben prispevek k razvoju medicine in prikazujejo širok spekter delovanja naravnega zdravilišča na Bledu.
Pet njegovih knjig, iz let 1872, 1889, 1890 in 1894, hranijo v Narodni in univerzitetni knjižnici. Vse so narejene iz lesovinskega papirja, ki se lomi. Te knjige spadajo v srebrno skupino, kamor sodijo inkunabule, starejši tiski in rokopisi. Veljajo za ene izmed dragocenejših enot NUK-ove nacionalne zbirke, saj je to edina knjižnica, ki hrani izvode. Arhivskega izvoda ni, prav tako tudi ni podatkov o drugih izvodih v Sloveniji.
- Arnold Rikli: Rikli's Bett - und Theildampfbäder, 3. verbesserte Auflage, 1872
- Arnold Rikli: Rikli's Bett - und Theildampfbäder, 4. verbesserte Auflage, 1889
- Arnold Rikli: Die Grundlehren der Naturheilkunde (prvotni naslov »Allgemeine Curregeln«) mit besonderer Berücksichtigung der atmosphärischen Cur, verbesserte Aufl., 1890
- Arnold Rikli: Die atmosphärische Kur oder das Lichtluftbad und das Sonnenbad und die Sonne der schärfste Diagnostiker und prognostiker, 4. verbesserte Auflage, 1894
- Arnold Rikli: Die atmosphärische Cur oder die Sonne der schärfste Diagnostiker und Prognostiker. Posebni odtis iz »Zeitschrift für Gesundheitspflege und Naturheilkunde«, Berlin

## Riklijev prispevek k zdravstvenemu turizmu na Slovenskem
Med prvimi obiskovalci Bleda so bili verjetno romarji, ki so iz Kranjske, Koroške, Štajerske, Primorja in Furlanije romali k Mariji na otoku.
Arnold Rikli pa je med prvimi spoznal vrednost in prednost podnebnih danosti in ugodnega položaja Bleda za dolgo kopalno sezono. Uredil je kopališča, sprehajalne in izletniške poti ter namestitvene zmogljivosti. Leta 1895 je nasproti sedanjega hotela Park (današnja Kazina) postavil leseno kopališče v švicarskem slogu in Zdravstveni zavod, kjer je imel svojo ordinacijo in druge prostore. Ko so v svetu izvedeli za njegove uspehe pri zdravljenju, so začeli ljudje iz vse Evrope prihajati na Bled in tako je bilo zaradi vse večjega zanimanja leta 1899 zgrajeno novo, večje kopališče. Poleg Riklijevih pacientov je Bled začel privabljati tudi vse tiste ljudi, ki so hoteli preživeti počitnice v zdravem in lepem okolju, kar je Bled vsekakor bil. Število blejskih obiskovalcev pa je začelo še naraščati po letu 1870 z dograditvijo železniške proge Trbiž-Ljubljana, kjer je kraj dobil svojo železniško postajo v Lescah. Leta 1903 je Bled prejel na mednarodni razstavi zdraviliških krajev na Dunaju zlato medaljo, leta 1906 pa so Bled uradno prišteli med pomembne turistične kraje tedanje Avstro-Ogrske. Njegovo zdravilišče je delovalo do 1.sv.v., potem pa je počasi zamrlo.
Rikliju so njegovi pristaši ob njegovi 50-letnici delovanja v Zdraviliškem parku postavili spomenik. Njegove metode, združene s sodobno terapijo nadaljujejo danes v hotelu Golf, v mediko-regenerativnih programih z Riklijevim izročilom. Vsako leto v začetku julija potekajo tudi Riklijevi športni dnevi - organizira se pohod po Riklijevih poteh. Takrat obiskovalci hodijo, tečejo in se vzpenjajo na hribčke nad Bledom in obujajo spomin na nenavadnega zdravnika.

## Vila Rikli
Vila Rikli na Bledu je stavba, ki je danes zaščitena kot kulturni spomenik in je tesno povezana z začetki zdraviliškega turizma na Slovenskem. V času Arnolda Riklija je bila znana kot Kursalon in je služila kot osrednji objekt njegovega Naravnega zdravilnega zavoda, namenjena zdraviliškim dejavnostim, družabnim srečanjem in terapevtskim programom.
Po smrti Arnolda Riklija in prehodu v novo obdobje se je v javnosti uveljavilo poimenovanje Vila Rikli, ki danes označuje isto stavbo. Vila je simbol naravnega zdravljenja, atmosferske terapije in pionirskega pristopa k zdravstvenemu turizmu, ki ga je Rikli uvedel na Bledu.
Po letih propadanja in neurejenega lastništva je Vila Rikli decembra 2024 dobila novega lastnika. Stavbo je kupil Tim Mitja Žagar, slovenski podjetnik, ki je napovedal celovito obnovo in revitalizacijo objekta v duhu njene zgodovinske in kulturne dediščine.

## Zdravljenje

### Razvoj
Z navdušenjem je bral knjigo Carla Mundesa z naslovom Spomini zdravnikov, ki so zdravili s pomočjo vode (Memorien eines Wasserarztes), pa tudi spise humanista Alvisa Cornara, ki je napisal razpravo Iz zmernega življenja (Vom maβvollen leben), ki je bila v 19. stoletju zelo brana in priljubljena. Rikli je študiral številne spise, ki so opisovali zdravljenje s pomočjo vode, metode napisane v teh spisih pa je začel preizkušati na lastnem telesu. Nato pa je začel s temi metodami zdraviti tudi delavce v svoji tovarni. Te preizkušane terapevtske metode so ga nato vodile do prepričanja, da uporaba le kopeli s hladno vodo ne vodi do optimalnega zdravilnega učinka. Kasneje je zato poskusil s toplo kopeljo in na ta način odkril znano parno kopel (»Bettdampfbad«).
Leta 1865 je na svojih pacientih začel preizkušati t. i. zračno kopel. Zračna kopel je bila pojmovana kot golo sprehajanje v naravi. Vendar Rikli ni bil izumitelj te oblike terapije. Skoraj 100 let pred tem je že ameriški pisatelj in politik Benjamin Franklin sebe zdravil na ta način. Čeprav je Franklin znan po njegovi izumiteljski dejavnosti, pa mu v tistem času iz katerihkoli razlogov že, ni prišlo na misel, da bi patentiral ta preizkušeni medicinski postopek. Ideja je bila v pravem smislu besede v zraku, ko se je Rikli v klimatsko ugodnem in mikavnem kraju ob jezeru na Zgornjem Kranjskem spomnil na zbrane izkušnje s sončno kopeljo in na sebi preizkusil zdravilne učinke svetlobe in zraka. Tako je naposled iz izkustva z zdravilišči nastal nauk o termodietetiki. Ta temelji iz naslednjih temeljnih mislih:
»Vsaka temperaturna sprememba, bistveno pogojena s sončno svetlobo, senco, vetrom, dežjem, meglo, povzroči v našem perifernem živčevju električni tok, imenovan termoelektrika, dokler se temperatura še ne ustali na nivo temperature zraka. Ta električni tok v perifernem živčevju se razširi na centralno živčevje in je prenešen s tega osrednjega finega živčnega vlakna na žlezne notranjekožne sluzave organe, kot tudi v žilni sistem (krvno in limfno ožilje).« 
Medtem ko je bila v Franciji helioterapija, kot so tam poimenovali zdravljenje s pomočjo zraka in sončne svetlobe, že zgodaj preizkušana z naravoslovnoznanstvenimi metodami, je v Nemčiji vodila prizadevna uporaba sončnih kopeli, katerih zagovornika sta bila Arnold Rikli in kasneje Adolf Just (1859-1936), do tega, da je tej terapevtski obliki še dolgo bilo odrekano splošno priznanje.
Presenetljivo je vsekakor bilo, da je Riklijevo »atmosfersko zdravljenje« na začetku v krogu zagovornikov gibanja za naravno zdravljenje naletelo na nerazumevanje, kar kaže tudi negativna reakcija takratnega glavnega urednika časopisa Der Naturarzt, Theodora Hahn-a (1824-1883).
Eden prvih zdravnikov, ki se je navdušil nad uporabo metode zdravljenja s pomočjo sončne svetlobe je bil naravni zdravnik dr. med. Heinrich Lahmann (1860-1905). Ta zdravnik je obiskal Riklija na Bledu, kjer se je spoznal s pri pacientih zelo priljubljenimi oblikami zdravljenja s pomočjo zraka in svetlobe. Leta 1898 je le-ta zdravnik objavil svoje izkušnje v spisu O zračni kopeli ('Über das Luftbad). V istem letu pa se je pojavila v javnosti tudi prva dizertacija nekega nemškega zdravnika na to temo. Naslov je bil: »Raziskava o vplivu pomanjkanja svetlobe na spremembo krvi živalskih organizmov«.(»Über den Einfluβ des Lichts auf den tierischen Organismus nebst Untersuchungen über Veränderungen des Blutes bei Lichtabschluβ«). Ta avtor je bil Franz Schönenberger, ki je v 20. letih 20. stoletja bil član katedre za naravno zdravljenje na berlinski univerzi.
Kako škodljivo karieri je bilo ukvarjanje z zdravilnimi metodami zdravljenja s pomočjo sončnih žarkov na prelomu iz 19. v 20. stoletje, kaže ta porogljiva izjava: »Le kokoši se kopajo na soncu«, ki ji je Schönenberger bil podvržen s strani drugih kolegov. Vendar se je le-to prepričanje v naslednjih letih spremenilo, kot lahko vidimo iz naslednje izjave zdravnika v strokovni reviji iz leta 1908:
Če bi nam zdravnikom kdo pred desetimi leti nasprotoval z resno trditvijo, da se lahko neka bolezen pozdravi s pomočjo zdravljenja s sončno svetlobo, bi ga označili za fantazerja najhujše vrste ali pa ga sploh nebi več upoštevali 
Rikli je še dočakal pozno priznanje te zdravilne metode s pomočjo sončne svetlobe, ki jo je razvil. Leta 1903 je Arnold v starosti 81 let izjavil:
»Kot hraber vojak sem se leta in leta boril za naše visoke stvari, pretrpel veliko ugovarjanj, krivic, prav tako preganjanj, po eni strani sem bil imenovan kot stvarnik zdravljenja s pomočjo sončne svetlobe, po drugi strani pa doživel tudi marsikatero priznanje in toplo hvaležnost. Umrl bom z zadoščenjem, da moje delo ni bilo brez razloga«.

### Princip
Njegova terapija je temeljila na vegetarijanski prehrani, sončnih, zračnih in vodnih kopelih. Njegova klimatska terapija je trajala mesec dni. V zdravilišče je uvedel stroga pravila, tako glede obleke, kot tudi hrane in predpisane dejavnosti. Kajenje kot pitje alkoholnih pijač je bilo prepovedano. Sestavni del zdravljenja so bili tudi sprehodi. Bolniki so zjutraj šli na sprehod, po navadi med peto in šesto uro. Zajtrk so imeli kar nekje v naravi. Nato so počivali ali pa se kopali v jezeru ali v zdravilišču ter se sončili. Za kopanje so uporabljali dva hladna vrelca z 10 °C in 15,6 °C. Rikli je priporočal izmenično uporabe hladne in parne kopeli, saj je bil mnenja da se je s tem organizem utrjeval. Po kopelih so se morali gostje obvezno sončiti v posebnih lesenih utah, odprte proti soncu. Sončili so se goli. Imeli so zagotovljeno popolno diskretnost, ampak za tiste čase na prelomu 19. stoletja, je bilo golo sončenje nekaj nezaslišanega. Med opoldanskim odmorom so imeli skromno kosilo, popoldne pa so nadaljevali s kopelmi in sončenjem in krajšimi sprehodi. Nekje okrog šeste ure zvečer je bil glavni dnevni obrok, nato pa so bili gostje prosti. Hrana je bila zelo preprosta, pusta in strogo vegetarijanska. Za meso so morali gostje posebej doplačati. Spat so morali hoditi zgodaj, saj jih je čakal naporen naslednji dan.
Vsak pacient je imel svoj program zdravljenja in če se kdo ni strinjal s tem načinom zdravljenja, je moral zdravilišče zapustiti. Mnogi zdravniki se z njegovim načinom zdravljenja niso strinjali, ker se ni držal tedanjih ustaljenih medicinskih prijemov. Rikli je nasprotoval t. i. puščanju krvi, saj je menil, da bolnemu organizmu s tem lahko samo škodimo. Njegova ordinacija je bila namenjena pogovorom s pacienti in izdelavi ter spremljanju programa vsakega posameznika.
Riklijevo zdravljenje je po mnenju dr. Mirka Kalina pomagalo proti mnogim boleznim, npr. proti revmatizmu, migreni, nespečnosti, histerija, slabokrvnosti, slabi prekrvavitvi in debelosti.
Riklijeve metode zdravljenja so sovpadale s hidroterapijo, helioterapijo in klimatsko terapijo, ter seveda zdravim načinom prehranjevanja. Te metode so na kratko predstavljene spodaj v kontekstu:

### Hidroterapija
Hidroterapija je metoda zdravljenja z vodo. Je ena od najstarejših in preprostejših oblik zdravljenja, katero so poznali že Stari Grki in Rimljani. Toplim kopelim so pripisovali zdravilne učinke pri revmi in ostalih motnjah, po drugi strani pa so jih cenili zaradi učinkov ugodja, sprostitve in dobrega počutja. Kopališča in tople kopeli so bile tako cenjene, da so postale del njihovega življenja. Stari Grki so verjeli, da vsebuje voda resnico življenja in se v njej skriva ključ do zdravja.
K hidroterapiji lahko danes štejemo parne kopeli, brbotalniki, savne, sedeče ali podvodne masaže, talasoterapije (zdravljenje z morsko vodo), turške kopeli,...
Hidroterapija je učinkovita predvsem pri revmi, artritisu, akutnih vnetjih in težavah s prebavo ali dihalnih poti, voda lahko spodbuja krvni obtok, sprošča mišice, blaži bolečine in pomaga razstrupljati telo.
Pri hidroterapiji je danes najbolj znana in uporabna hidroterapija debelega črevesja (kolonska terapija).Tu gre za vnos vode v debelo črevo skozi zadnjično odprtino. Najstarejša in najbolj znana tehnika je klister, razvite so pa tudi temeljitejše oblike izpiranja črevesja, ki jih opravljajo za to specializirani strokovnjaki. Terapevti so mnenja, da se blato prilepi na steno debelega črevesa zaradi česar se lahko absorbira v krvni obtok, zato si te odpadne snovi prizadevajo odstraniti z izpiranjem s čisto vodo.
Hidroterapijsko čiščenje priporočajo ob zaprtju, pri izbruhu akutnih obolenj( prehlad, gripa, druga vnetja), pri zdravljenju kroničnih in degenerativnih obolenjih (rak, bolezni srca in ožilja, Artritis, alergije), pri zahtevnih življenjskih izzivih, pri premagovanju raznih odvisnosti, pri postenju je čiščenje črevesja nujno in kot preventivno zdravstveno sredstvo. Manj priporočljiva pa je hidroterapija pri vnetju slepiča, po operaciji črevesja, divertikulitisu, ulkusnem kulitisu, Crohnovi bolezni, močnih hemeroidih in pri tumorjih v rektalnem predelu črevesja . 
Uradna medicina hidroterapijo še danes včasih priznava, drugič spet zanemarja, tako kot v preteklem stoletju. V Sloveniji je hidroterapija še dokaj neznana, v sosednjih državah pa veliko bolj znana. V Združenem kraljestvu jo imajo za del alternativne medicine.

### Helioterapija
Beseda helioterapija pomeni zdravljenje s pomočjo sončnih žarkov. Sončna svetloba je vir življenjske energije, zato so jo ljudje v vseh obdobjih raziskovali in proučevali možnost uporabe le-te v zdravstvene namene, to je za zdravljenje različnih bolezni. Nekateri procesi v celicah potekajo izključno pod vplivom svetlobe (fotosinteza v zelenih rastlinah), kakor tudi nekateri procesi v celicah človeškega organizma (asimilacija kalcija s pomočjo vitamina D).
Intenzivne raziskave v zdravstvene namene so se začele v 19. stoletju, ko je dr. Biels Ryberg Fiesen dobil Nobelovo nagrado za proučevanje učinkov zdravljenja s svetlobo.
Sončno svetlobo med drugim sestavljata rdeča in infrardeča svetloba, kjer se obe uspešno uporabljata za zdravljenje s pomočjo laserja. Vidna rdeča svetloba ima valovno dolžino 680 nm in prodre od 8-10 mm v tkivo, infrardeča svetloba z valovno dolžino 904 nm pa prodre od 30–40 mm globoko v tkivo. Pri zdravljenju različnih težav pa uporabljamo še tudi druge valovne dolžine svetlobe. Monokromatska svetloba NIR (Near Infra Red) je zelo učinkovita pri zdravljenju različnih težav pri sladkorni bolezni, kot kažejo tudi raziskave. Te raziskave so dokazale, da se po šestih obsevanjih pri 98 % bolnih s periferno polinevropatijo izboljša občutenje, po dvanajstih obsevanjih pa kar pri vseh. 
Dokazano pa je tudi izboljšanje mikrocirkulacije pri razjedah na stopalih diabetikov in posledično hitrejše celjenje. Pod vplivom svetlobe se pospeši tudi proliferacija fibroblastov ter neoangiogeneza (nastanek novih kožnih kapilar)..
Pomembno je, da svetloba ne posega v življenjske procese celice, ampak s svojo energijo le ustvarja razmere za vzpostavljanje uravnoteženega delovanja prizadete celice. To se dogaja na ravni mitohondrijev, celičnih organelov, ki so odgovorni za zagotavljanje energije v celici.

#### Klimatska terapija
V preteklosti se je ta terapija uporabljala predvsem za zdravljenje bolezni dihal in kože, kjer so najbolj cenili zdravilne učinke morske in visokogorske klime. Klimatska klima je temeljila na izkustvenih ugotovitvah, kjer so bili prepričani, da bodo bolezenske težave odpravljene ali vsaj ublažene že s tem, ko se bo pacient zadrževal v kraju z zdravilno klimo (ugodna klima, svež zrak, voda, neokrnjena narava,...). Sodobno klimatsko terapijo združujemo v naslednje skupine: toplotno, aktinično in kemično. Toplotni učinki so odvisni od temperature, vlažnosti zraka, toplotnega sevanja ter vetra. Ti toplotni učinki so najpomembnejši, saj vplivajo na naše uravnavanje telesne temperature. Pomembno je kroženje krvi pri vseh oblikah izmenjave toplote med telesom in okoljem, saj prav kri prenaša toploto iz jedra telesa h koži. Pri visokih temperaturah zraka je izhlapevanje potu najbolj učinkovit način oddajanja odvečne toplote. Če je zrak vlažen, je ohlajanje z izhlapevanjem potu oteženo, zato predstavlja toplo in vlažno okolje za telo obremenitev, ki se ji moramo pri izvajanju klimatske terapije izogniti. Bistveno pri tej terapiji je, da pacienta obvarujemo pred toplim in vlažnim okoljem, ki obremenjuje telo, nujno potrebno pa je hladno okolje, ki telo sili, da se prilagaja. Bistvena sestavina preventivnega delovanja je t. i. »utrjevanje« v hladnem okolju, saj veča odpornost na zunanje vplive, izboljša se prekrvitev in splošna imunska odpornost. Da bi bilo to klimatsko zdravljenje uspešno, moramo telo dnevno več tednov zapored izpostavljati temu režimu razmer v čistem zraku, brez alergenov in obremenilnih vplivov, kot je na primer vročina. Dražljaji, ki sprožajo prilagajanje so: UV sevanje, vidna svetloba, zmanjšan delni pritisk kisika v višje ležečih krajih (nad 1600 m nadmorske višine), veter in nizka temperatura zraka.